# Milorad Kapur
Milorad Kapur (cyryl. Милорад Капур; ur. 5 marca 1991 w Zrenjanin) – serbski siatkarz, reprezentant kraju, grający na pozycji libero.

## Sukcesy klubowe
Puchar Serbii:
- 2010, 2012, 2023[11]

Liga serbska:
- 2023[12]
- 2011, 2012, 2014
- 2016

Superpuchar Serbii:
- 2022[13]

Liga chińska:
- 2025[14]

## Sukcesy reprezentacyjne
Mistrzostwa Europy Juniorów:
- 2010[15]

Mistrzostwa Świata Juniorów:
- 2011[16]

Mistrzostwa Świata U-23:
- 2013[17]

## Udział siatkarza w pozostałych międzynarodowych turniejach w reprezentacji Serbii
Liga Narodów:
- 6. miejsce 2021[18]
- 9. miejsce 2023[19]

Mistrzostwa Europy:
- 6. miejsce 2023[20]